# Bebhionn (měsíc)
Bebhionn (vyslovováno /ˈbɛviːn/) je malý měsíc planety Saturn. Jeho objev byl oznámen 4. května 2005 vědeckým týmem, jehož členy jsou Scott S. Sheppard, David C. Jewitt, Jan Kleyna a Brian G. Marsden. Nalezen byl během pozorování provedených mezi 12. prosincem 2004 a 9. březnem 2005. Po svém objevu dostal dočasné označení S/2004 S 11. V dubnu 2007 byl nazván Bebhionn, po bohyni zrození Bébinn, patřící do rané irské mytologie. Dalším jeho názvem je Saturn XXXVII.
Bebhionn patří do skupiny Saturnových měsíců nazvaných Gallové.

## Vzhled měsíce
Předpokládá se, že průměr měsíce Bebhionn je přibližně 6 kilometrů (odvozeno z jeho albeda).

## Oběžná dráha
Bebhionn obíhá Saturn po prográdní dráze v průměrné vzdálenosti 16,9 milionů kilometrů. Oběžná doba je 820 dní.